# 고현성만
고현성만(古縣城灣)은 경상남도 거제시 연초면 한내리 올기미마을 선창나두끝단과 사등면 성포마을 북서단을 연결한 선내에 있는 해역이다.